# موندرکینگن
شهر موندرکینگن (به آلمانی: Munderkingen) در ایالت بادن-وورتمبرگ در کشور آلمان واقع شده‌است.